# 게임 오버 (영화)
"게임 오버"(Game Over)는 한국에서 제작된 박태선 감독의 2001년 액션 영화이다. 김진 등이 주연으로 출연하였고 김영일 등이 제작에 참여하였다.

## 출연

### 주연
- 김진

### 조연
- 김동수
- 김미주
- 최강호
- 이태주
- 김수진
- 김현아
- 김정현
- 유진아
- 장정국
- 원재영

## 기타
- 조명: 전명천
- 음향효과: 강희원
- 음향효과: 김지훈
- 의상: 김정은